# Playa Pesquero
Koordinaten: 21° 4′ N, 76° 0′ W
Playa Pesquero ist ein Ortsteil des Municipio Rafael Freyre in der kubanischen Provinz Holguín. Die Siedlung besteht aus drei Hotels in der Nähe des 1,2 km langen, gleichnamigen Sandstrandes. Außerhalb der Hotels gibt es keine Einrichtungen.

## Lage
Playa Pesquero liegt etwa 15 km westlich von Guardalavaca. Die Fahrtzeit zum Flughafen Holguín beträgt ca. eine Stunde.